# فریدریش لانکامرر
فردریش لانکامرر (۱۳۰۲–۱۳۸۰) صحاف ایرانی آلمانی‌تبار بود. وی پدر صحافی جدید در ایران می‌باشد. او مهم‌ترین آورنده شیوه‌های صحافی اروپایی به ایران و تلفیق‌دهنده این شیوه‌ها با شیوه صحافی گذشته ایران است. نمونه کارهای صحافی او در موزه‌ها و مجموعه‌های عمومی و خصوصی ایران نگهداری می‌شود.
لانکامرر پس از یک دوره بیماری، روز پنجشنبه ۲۹ آذر ماه ۱۳۸۰ در آستانه هشتاد سالگی درگذشت.